# ティファナ・バイブル

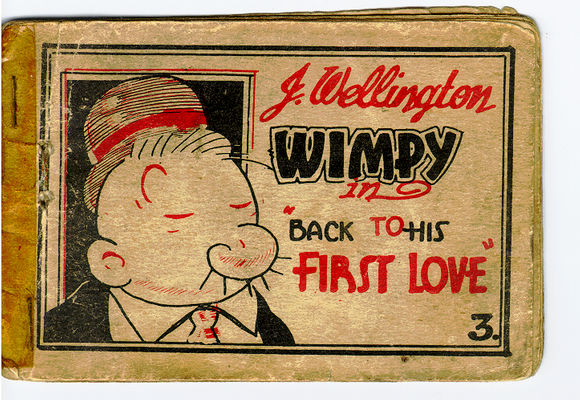
ティファナ・バイブルの例。ポパイの登場人物であるウィンピーを主人公とするポルノ作品の表紙。クレジット表記はない。

ティファナ・バイブル（Tijuana Bible、あるいはエイト・ページャー、eight-pager）とは、アメリカ合衆国において1920年代から1960年代初頭まで生産された一群のポルノ漫画冊子を指す用語である。1930年代前半の世界恐慌期が、ティファナ・バイブルの最盛期であった。典型的なティファナ・バイブルは、縦4インチ横6インチのサイズであり、安手の白い紙に白黒印刷され、8ページの長さであった。ほとんどのティファナ・バイブルの作者や出版社の名前は不明である。通常、ティファナ・バイブルの画風は粗雑であり、しばしば（黒人を厚い唇と飛び出した目で描くなどの）人種差別的な戯画化を含んでいた。ティファナ・バイブルの主題はあけっぴろげな性的逸脱であり、通常は有名な漫画のキャラクターや、政治家、映画スターが（無許諾で）登場していた。
「ティファナ・バイブル」という用語の発祥は不明確である。メキシコのティフアナとの関連は、ティファナがこのアメリカ合衆国製の（しかしアメリカ合衆国内では非合法の）出版物の、重要な取引所であった事を示唆しているのかもしれない。あるいは、単に「ティファナ」が合衆国内で野蛮かつ退廃的な地域の典型として見なされていた一方で、「バイブル（聖書）」はポルノの対極に位置する品行と道徳の頂点であると考えられていたことにかこつけた、皮肉めかした造語である可能性もある。ただしバイブルという言葉の意味は、入門書や代表作のような別の用法で解釈することもできる。
ティファナ・バイブルは多くの場合兵士や男子学生の手を通じて、非合法に売買された。1950年代に『プレイボーイ』のような雑誌に普通にポルノ写真が掲載されるようになると、ティファナ・バイブルの人気は急速に衰えていった。ある意味ではティファナ・バイブルは最初のアンダーグラウンド・コミックスであり、正統派のアメリカン・コミックがまだ新聞のコミック・ストリップの素材の再利用を行っていた時代に、既にオリジナルの素材を用いていた。